# Jean Déchanet
 (janvier 2021).
Si vous disposez d'ouvrages ou d'articles de référence ou si vous connaissez des sites web de qualité traitant du thème abordé ici, merci de compléter l'article en donnant les références utiles à sa vérifiabilité et en les liant à la section « Notes et références ».
Compléments
Déchanet est considéré comme le père du Yoga chrétien
Jean Déchanet (parfois Jean-Marie Déchanet), né le 18 janvier 1906 à Isches, dans les Vosges (France) et décédé le 19 mai 1992 à l’abbaye Saint-André (Bruges), en Belgique, est un moine bénédictin français. Erudit et grand connaisseur de Guillaume de Saint-Thierry il devint, dans les années 1950 le premier à ouvrir le monde chrétien à la pratique du Yoga.   

## Biographie
Né le 18 janvier 1906 à Isches, dans les Vosges, le jeune Jean perd son père (Octave Déchanet) à l’âge de deux ans et est élevé par sa mère Marie-Rose Braconnier, auprès de ses grands-parents, dans la région de Verdun. 
En 1924, à l’âge de 18 ans, il entre comme novice à l’abbaye Saint-André, près de Bruges, en Belgique et fait sa profession religieuse en 1927. Cependant, souffrant d’épilepsie, il n’est pas ordonné prêtre. De 1939 à 1958 il écrit une série d’articles, et quelques livres, sur le mystique cistercien du XIIe siècle, Guillaume de Saint-Thierry (ami de saint Bernard) dont il devient le grand spécialiste.  Au début des années 1940, il accomplit de nombreux exercices physiques qui, semble-t-il, le guérissent de l’épilepsie. Aussi est-il est ordonné prêtre le 22 mai 1948.
Parmi ces exercices Dom Déchanet découvre le ‘Hatha yoga’. C’est un tournant dans sa vie. Dès lors, pratiquant le yoga et réfléchissant sur l’apport de cette pratique orientale à la vie chrétienne contemplative, il écrit la ‘Voie du silence’ et bientôt le ‘Yoga chrétien en dix leçons’ (1956). Avant le concile Vatican II il est le premier à encourager explicitement les chrétiens à pratiquer le yoga. Aussi est-il connu comme le ‘Père du yoga chrétien’.   Durant ces années il est en correspondance avec Thomas Merton. 
De 1957 à 1964 Dom Déchanet se trouve au Katanga (Congo). Le diocèse de Lubumbashi est confié aux bénédictins de Saint-André et le jeune moine participe à la fondation du monastère bénédictin de Kansenia où il est successivement maitre des novices et des postulants et supérieur de la communauté. Ses tentatives d’africaniser la culture monastique européenne rencontre des oppositions de la part des autorités ecclésiastiques. Aussi décide-t-il de rentrer en Europe.
Avec l’accord de son abbé (de Saint-André) il s’installe alors dans un ermitage à Valjouffrey, un hameau des Alpes, dans l’Isère. Il s’y adonne entièrement à la pratique du yoga, tout en étudiant et réfléchissant à la manière d’intégrer cette discipline spirituelle d’origine hindoue à la vie contemplative chrétienne. À partir de 1970 Dom Déchanet reçoit des visiteurs, élèves et disciples qui y suivent ses cours de yoga, exercices pratiques et enseignement théologique. Il écrit également beaucoup sur le sujet.  
Après 24 ans de séjour à Valjouffrey Dom Déchanet réintègre son monastère de Bruges durant l‘automne 1990 : il a 84 ans. Celui que l'on appelle 'le Père du Yoga chrétien' y meurt le 19 mai 1992.

## Écrits

### A propos de Guillaume de Saint-Thiery
- Méditations et prières... (de Guillaume de Saint-Thierry) traduction par Déchanet), Bruxelles, Éd. universitaires, 1945, 244pp.
- Exposé sur le Cantique des Cantiques (de Guillaume de Saint-Thierry), Sources chrétiennes n°82 (1962)
- Lettre aux frères du Mont-Dieu [Lettre d’or] (de Guillaume de Saint-Thierry), Sources chrétiennes n°223 (1975)
- le Miroir de la Foi (de Guillaume de Saint-Thierry), Sources chrétiennes n°301. (1983)
- Guillaume de Saint-Thierry, aux sources d'une pensée, Paris, Éditions Beauchesne, 1978, 150 pp.

### sur 'Yoga et vie chrétienne'
- La voie du silence (yoga pour chrétien), Paris, DDB, 1959. 232pp.
- Yoga chrétien en dix leçons, Paris, DDB, 1964.
- Journal d'un yogi, mon corps et moi, Paris, Le Courrier du livre, 1967.
- Journal d’un Yogi, mon cœur et Dieu, Paris, Le Courrier du livre, 1969
- Va où ton cœur te mène. Au-delà du yoga, Paris, DDB, 1972, 174pp.
- Eio, la vie!, éditions des Cahiers du Val, fascicule n°4, 1974
- Oui à la vie. Vivant et libre, Paris, DDB, 1975, 155pp.
- La Parabole de l'amour, votre corps, qu'annonce-t-il de votre âme?, Paris, DDB, 1976, 198pp.
- Itinéraire d'un rebelle, Paris, DDB, 1982.